# Jorge Pabán
Jorge Luis Pabán López, más conocido como Jorge Pabán, (La Habana, 29 de septiembre de 1981) es un jugador de balonmano cubano que juega de lateral derecho en el RTV 1879 Basel suizo, que participa en la Quickline Handball League y que entrena Ike Cotrina. Es internacional con la selección de balonmano de Cuba. También ha sido internacional por Catar. 
Con la selección cubana ganó la medalla de bronce en el Campeonato Panamericano de Balonmano Masculino de 2008.

## Clubes
- Pallamano Conversano ( -2009)
- Ciudad Encantada (2009-2012)
- Club Balonmano Ciudad de Logroño (2012-2014)
- Al Rayyan (2014-2017)
- Club Balonmano Benidorm (2017-2020)
- GC Amicitia Zürich (2020-2021)
- RTV 1879 Basel (2021-)